# موري وماريو
موري وماريو (باللاتينية: Muri & Mario) ثنائي غنائي دانماركي يؤدي باللغات الدانماركية والإيطالية والإنجليزية مع تأثير لاتيني. واشتهر الثنائي بأغنية Hun togmin guitar الذي وصل إلى المرتبة الأولى قي قائمة الأغاني في الدانمارك المعروف بـ Hitlisten بعد انتشار الأغنية على اليوتيوب. وللثنائي أغاني أخرى ناجحة مثل Mambo وغيرها.
الثنائي شُكّل عام 2009 وهو مؤلف من:
- موري (بالأجنبية Muri) وهو مراد محمود (Murad Mahmoud)، مغني ومؤلف أغاني دانماركي من أصل عربي وكانت له أغنيات سابقة بالانفراد منذ 2007
- ماريو (بالأجنبية Mario) وهو ماريو شياشا (Mario Sciacca)، مغني ومنتج إيطالي من جزير صيقلية هاجر للعمل في الدانمارك

## الأغاني
- 2009: "Mio amore"
- 2011: "Tusind stykker"
- 2011: "Cosa del amor"
- 2012: "På netdate fandt vi sammen"
- 2012: "Hun tog min guitar"
- 2013: "Mambo
- 2013: "Amigo"

## روابط خارجية
- موري وماريو على موقع ميوزك برينز (الإنجليزية)
- موري وماريو على موقع ديسكوغز (الإنجليزية)